# Pasaia
Pasaia (em basco e oficialmente) ou Pasajes (em castelhano) é um município da Espanha, na província de Guipúscoa, no País Basco. Tem 11,34 km² de área e em 2021 tinha 15 867 habitantes (densidade: 1 399,2 hab./km²). Limita com os municípios de San Sebastián, Errenteria, Lezo e Hondarribia.